# Charens
Charens est une commune française du département de la Drôme, en région Auvergne-Rhône-Alpes.
Ses habitants sont dénommés les Charensous.

## Géographie

### Localisation
Charens est un village du Diois oriental situé à 32 km au sud-est de Die et à 13 km de Luc-en-Diois.

### Hydrographie
[Le] Charens : ruisseau qui a sa source sur la commune. Il fait suite au ravin Garnier, commune de Charens, et se jette dans la Drôme après un parcours de 3,25 kilomètres. En 1891, sa largeur moyenne était de 30 m, sa pente de 304 m, son débit ordinaire de 1,20 m3, extraordinaire de 52 m3.

### Climat
Pour des articles plus généraux, voir Climat d'Auvergne-Rhône-Alpes et Climat de la Drôme.
En 2010, le climat de la commune est de type climat de montagne, selon une étude du CNRS s'appuyant sur une série de données couvrant la période 1971-2000. En 2020, Météo-France publie une typologie des climats de la France métropolitaine dans laquelle la commune est exposée à un climat de montagne ou de marges de montagne et est dans la région climatique  Alpes du sud, caractérisée par une pluviométrie annuelle de 850 à 1 000 mm, minimale en été. 
Pour la période 1971-2000, la température annuelle moyenne est de 9,5 °C, avec une amplitude thermique annuelle de 16,6 °C. Le cumul annuel moyen de précipitations est de 1 009 mm, avec 8,1 jours de précipitations en janvier et 5,3 jours en juillet. Pour la période 1991-2020, la température moyenne annuelle observée sur la station météorologique de Météo-France la plus proche, sur la commune de Bellegarde-en-Diois à 6 km à vol d'oiseau, est de 10,5 °C et le cumul annuel moyen de précipitations est de 1 016,9 mm,. Pour l'avenir, les paramètres climatiques de la commune estimés pour 2050 selon différents scénarios d'émission de gaz à effet de serre sont consultables sur un site dédié publié par Météo-France en novembre 2022.

### Voies de communication et transports
La commune est un peu au-dessus de la route départementale D 93 qui monte au col de Cabre.

## Urbanisme

### Typologie
Au 1er janvier 2024, Charens est catégorisée commune rurale à habitat très dispersé, selon la nouvelle grille communale de densité à 7 niveaux définie par l'Insee en 2022.
Elle est située hors unité urbaine et hors attraction des villes,.

### Occupation des sols
L'occupation des sols de la commune, telle qu'elle ressort de la base de données européenne d’occupation biophysique des sols Corine Land Cover (CLC), est marquée par l'importance des forêts et milieux semi-naturels (80,9 % en 2018), une proportion sensiblement équivalente à celle de 1990 (80,7 %). La répartition détaillée en 2018 est la suivante : 
forêts (61,6 %), milieux à végétation arbustive et/ou herbacée (19,3 %), zones agricoles hétérogènes (19,1 %). L'évolution de l’occupation des sols de la commune et de ses infrastructures peut être observée sur les différentes représentations cartographiques du territoire : la carte de Cassini (XVIIIe siècle), la carte d'état-major (1820-1866) et les cartes ou photos aériennes de l'IGN pour la période actuelle (1950 à aujourd'hui).

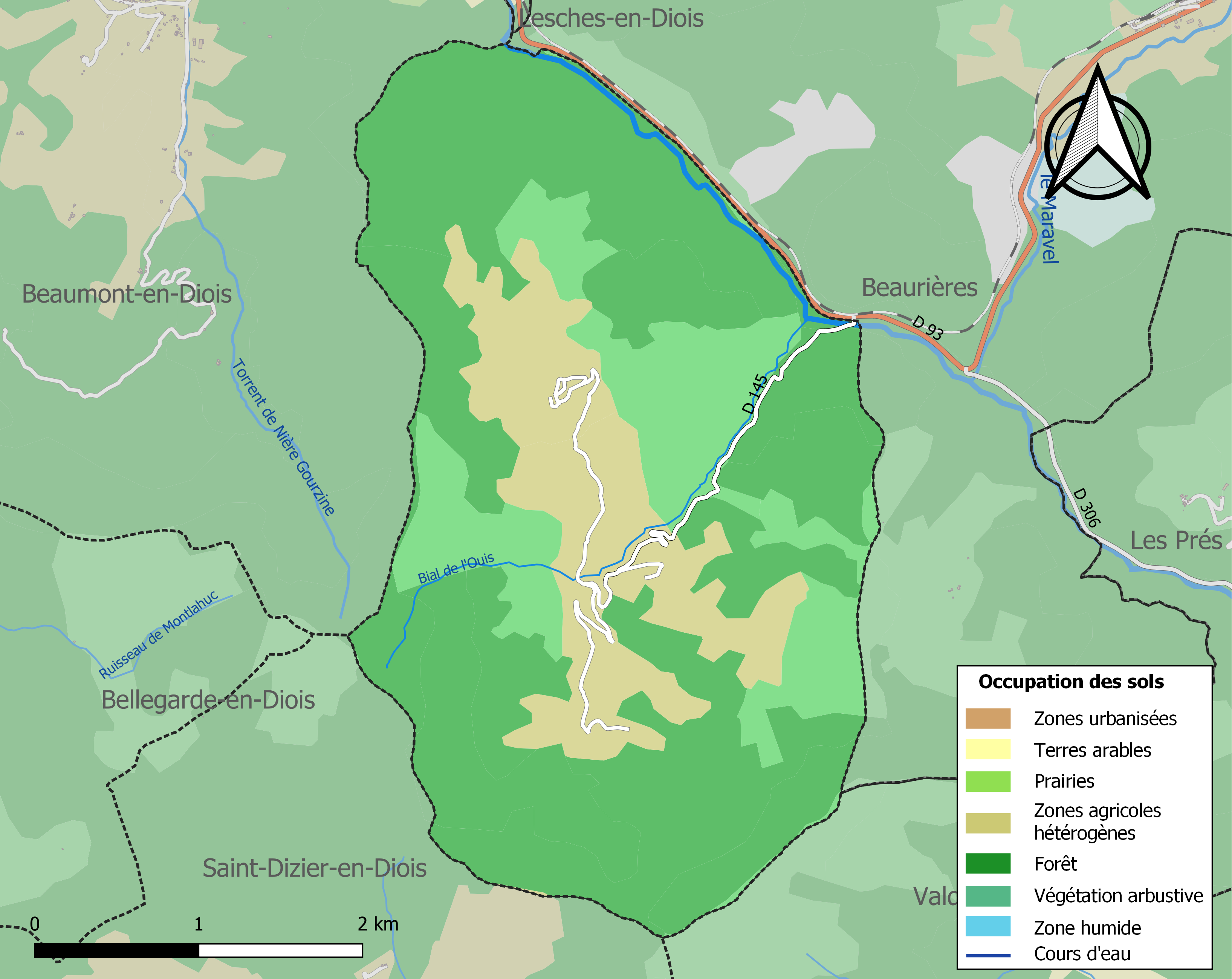
Carte des infrastructures et de l'occupation des sols de la commune en 2018 (CLC).

## Toponymie

### Attestations
Dictionnaire topographique du département de la Drôme :
- XIVe siècle : mention du prieuré : Prior de Charentio (pouillé de Die) ;
- 1429 : Locus de Charencio (archives de la Drôme, E 4100) ;
- 1509 : Charinis (visites épiscopales) ;
- 1509 : mention de l'église du prieuré : Ecclesia Beati Jacobi de Charenco (visites épiscopales) ;
- 1891 : Charens, commune du canton de Luc-en-Diois.

## Histoire
Pour un article plus général, voir Histoire de la Drôme.

### Du Moyen Âge à la Révolution
La seigneurie :
- Terre du fief des évêques de Die.
- Possession des Artaud d'Aix.
- 1576 : acquise par les Brotin.
- 1675 : passe aux Faure de Vercors.
- Vers 1732 : vendue aux Guillet de l'Isle.
- 1789 : Charens forme deux seigneuries :
  - celle du Haut-Charens, appartenant aux La Morte.
  - celle du Bas-Charens, appartenant aux Ponnat.

Avant 1790, Charens était une communauté de l'élection de Montélimar, subdélégation de Crest et du bailliage de Die, formant une paroisse du diocèse de Die. Son église, sous le vocable de Saint-James ou de Saint-Jacques, était celle d'un prieuré séculier uni à la cure vers la fin du XVIIIe siècle. La cure était de la collation de l'évêque diocésain, et les dîmes appartenaient au curé par abandon du prieur du lieu.

### De la Révolution à nos jours
En 1790, cette commune fut comprise dans le canton, de Valdrôme, mais la réorganisation de l'an VIII l'a fait entrer dans celui de Luc-en-Diois.

## Politique et administration

### Liste des maires
| Période                                  | Période   | Identité         | Étiquette | Qualité                    |
| ---------------------------------------- | --------- | ---------------- | --------- | -------------------------- |
| Les données manquantes sont à compléter. |           |                  |           |                            |
| mars 2001                                | juin 2020 | Jean-Marc Chabal | DVG       | Retraité de l'enseignement |
| juin 2020                                | En cours  | Thierry Alleoud  |           |                            |

## Population et société

### Démographie
L'évolution du nombre d'habitants est connue à travers les recensements de la population effectués dans la commune depuis 1793. Pour les communes de moins de 10 000 habitants, une enquête de recensement portant sur toute la population est réalisée tous les cinq ans, les populations de référence des années intermédiaires étant quant à elles estimées par interpolation ou extrapolation. Pour la commune, le premier recensement exhaustif entrant dans le cadre du nouveau dispositif a été réalisé en 2006.

En 2022, la commune comptait 31 habitants, en évolution de +6,9 % par rapport à 2016 (Drôme : +2,64 %, France hors Mayotte : +2,11 %).
| 1793 | 1800 | 1806 | 1821 | 1831 | 1836 | 1841 | 1846 | 1851 |
| ---- | ---- | ---- | ---- | ---- | ---- | ---- | ---- | ---- |
| 209  | 148  | 173  | 223  | 234  | 225  | 215  | 200  | 206  |

| 1856 | 1861 | 1866 | 1872 | 1876 | 1881 | 1886 | 1891 | 1896 |
| ---- | ---- | ---- | ---- | ---- | ---- | ---- | ---- | ---- |
| 185  | 189  | 162  | 148  | 153  | 160  | 154  | 136  | 136  |

| 1901 | 1906 | 1911 | 1921 | 1926 | 1931 | 1936 | 1946 | 1954 |
| ---- | ---- | ---- | ---- | ---- | ---- | ---- | ---- | ---- |
| 133  | 123  | 113  | 78   | 76   | 76   | 76   | 64   | 60   |

| 1962 | 1968 | 1975 | 1982 | 1990 | 1999 | 2006 | 2011 | 2016 |
| ---- | ---- | ---- | ---- | ---- | ---- | ---- | ---- | ---- |
| 61   | 50   | 36   | 33   | 31   | 33   | 22   | 26   | 29   |

| 2021 | 2022 | - | - | - | - | - | - | - |
| ---- | ---- | - | - | - | - | - | - | - |
| 30   | 31   | - | - | - | - | - | - | - |

### Enseignement
La commune est rattachée à l'académie de Grenoble.

### Manifestations culturelles et festivités
- Fête de la moisson : premier dimanche d'août[1].

### Cultes
L'église et la communauté catholique de Charens sont rattachées à la paroisse Saint-Marcel en Diois, laquele couvre 37 communes et dépend du Diocèse de Valence.

## Économie
En 1992 : pâturages (ovins), lavande (essence).

### Tourisme
- Village perché du Haut-Charens[1].
- Point de vue (barrage au Haut-Charens)[1].

## Culture locale et patrimoine

### Lieux et monuments
- Haut Charens : maison forte avec tours circulaires[réf. nécessaire].
- Temple protestant[1].

### Personnalités liées à la commune
- Pierre Paul Gros Long, en littérature Pierre Devoluy, né à Châtillon-en-Diois en 1862 et décédé à Nice en 1932 où une rue porte son nom. Polytechnicien, Capoulié du Félibrige de 1901 à 1909, il fut un des meilleurs disciples et amis de Frédéric Mistral et laissa une œuvre importante de poète, de romancier et de théoricien de l'idée régionaliste. Commandeur de la légion d'honneur, il fut adjoint du maire de Nice du temps de Jean Médecin. Il est inhumé dans le cimetière protestant de Châtillon-en-Diois. Son père Pierre Gros Long étant né à Charens, cela explique que ce soit à Charens que Pierre Devoluy ait situé une partie non négligeable de son ultime roman protestant Sous la Croix (1932)[réf. nécessaire].

### Héraldique, logotype et devise
|  | Charens possède des armoiries dont l'origine et le blasonnement exact ne sont pas disponibles. |